# Raiketan
Der Raiketan (tetum Mota Raiketan) ist ein Fluss im Südwesten von Osttimor.

## Verlauf
Der Raiketan entsteht aus dem Zusammenfluss des aus dem Norden kommenden Silac und des aus dem Westen kommenden Lotula, wo die Sucos Holpilat (Gemeinde Cova Lima), Deudet und Lebos (Gemeinde Bobonaro) aufeinander treffen. Zunächst heißt er Ruiketan und fließt in Richtung Südosten als Grenzfluss zwischen Holpilat im Westen und den Sucos Deudet und Opa im Osten. Ein Zufluss in den Lotula ist der aus Lebos kommende Latil. Der Lotula entspringt im Grenzgebiet zwischen Holpilat und Lebos. Der Silac ist der Grenzfluss zwischen Lebos und Deudet. Seine Quellen liegen nahe dem Punkt, wo die Sucos Deudet, Lebos und Lontas zusammentreffen.
Sobald der Ruiketan den Grenzfluss zwischen den Sucos Belecasac und Labarai bildet, wird er Raiketan genannt. Der Fluss durchquert Labarai an einer schmalen Stelle und bildet dann die Nordostgrenze des Sucos Camenaças zu Labarai, bis er schließlich in die Timorsee mündet.
Der Unterlauf des Raiketan bedroht die Region mit Überflutungen.